# Žaboškleb červenooký
Žaboškleb červenooký (Chaunax stigmaeus) je živočich řádu ďasů. Žije v hloubce 90–730 metrů ve vodách západního severního Atlantiku především v mrtvých korálech turbinatky větvené.
Nomenklatorický typ byl chycen v sítích u Atlantic City 1. dubna 1946 a věnován Akademii přírodních věd Carollem B. Atkinsonem.